# Sigersted Sogn
Sigersted Sogn 
ist eine Kirchspielsgemeinde (dän.: Sogn)
auf der Insel Sjælland im südlichen Dänemark.
Bis 1970 gehörte sie zur Harde Ringsted Herred im damaligen Sorø Amt, danach zur Ringsted Kommune im Vestsjællands Amt, die im Zuge der  Kommunalreform zum 1. Januar 2007 Teil der Region Sjælland geworden ist.
Im Kirchspiel leben 477 Einwohner (Stand: 1. Januar 2023).
Im Kirchspiel liegt die Kirche „Sigersted Kirke“.
Nachbargemeinden sind im Norden Bringstrup Sogn, im Osten Ringsted Sogn und im Südwesten Høm Sogn und Vetterslev Sogn, ferner in der südlich benachbarten Næstved Kommune Vrangstrup Sogn und in der westlich benachbarten Sorø Kommune Alsted Sogn (Sorø Kommune) und Fjenneslev Sogn.

## Geschichte
Seinen Ruhm verdankt das nach dem mythischen Kong Siger benannte Dorf der Geschichte von Hagbard und Signe. Der König eines Reiches auf Seeland lebte ein paar hundert Jahre vor der Wikingerzeit (800–1050 n. Chr.). Die Erinnerung an die Geschichte wird durch Hagbards Høj südwestlich des Ortes aufrechterhalten.